# Лауреньо
Лаурѐньо (на италиански: Lauregno; на немски: Laurein, Лаурайн) е село и община в Северна Италия, автономна провинция Южен Тирол, автономен регион Трентино-Южен Тирол. Разположено е на 1150 m надморска височина. Населението на общината е 346 души (към 2010 г.).

## Език
Официални общински езици са и италианският и немският. Най-голямата част от населението говори немски.
| %     | Роден език      |
| 3,29  | Италиански език |
| 96,71 | Немски език     |
| 0,00  | Ладински език   |